# Doda z Reims
Doda z Reims (żyła w 2. połowie VII w.) – ksieni, święta Kościoła katolickiego.
Doda była drugą opatką klasztoru założonego przez św. Balderyka z Motfaucon dla jego siostry Bowy (Beuve, Bona), której była siostrzenicą.
Wspomnienie liturgiczne obu świętych kobiet obchodzone jest 24 kwietnia.